# Urano (planeta)
Urano es el séptimo planeta del sistema solar, el tercero de mayor tamaño, y el cuarto más masivo. Se llama así en honor de la divinidad griega del cielo Urano (del griego antiguo Οὐρανός), el padre de Crono (Saturno) y el abuelo de Zeus (Júpiter). Aunque es detectable a simple vista en el cielo nocturno, no fue catalogado como planeta por los astrónomos de la antigüedad debido a su escasa luminosidad y a la lentitud de su órbita. William Herschel anunció su descubrimiento el 13 de marzo de 1781, ampliando las fronteras entonces conocidas del sistema solar por primera vez en la historia moderna. Urano es también el primer planeta descubierto por medio de un telescopio.
Urano es similar en composición a su vecino Neptuno, y los dos tienen una composición diferente de los otros dos gigantes gaseosos (Júpiter y Saturno). Por ello, los astrónomos a veces los clasifican en una categoría diferente, los gigantes helados. La atmósfera de Urano, aunque es similar a la de Júpiter y Saturno por estar compuesta principalmente de hidrógeno y helio, contiene una proporción superior tanto de «hielo» como de agua, amoníaco y metano, junto con trazas de hidrocarburos. Posee la atmósfera planetaria más fría del sistema solar, con una temperatura mínima de 49 K (−224 °C). Asimismo, tiene una estructura de nubes muy compleja, acomodada por niveles, donde se cree que las nubes más bajas están compuestas de agua y las más altas de metano. En contraste, el interior de Urano se encuentra compuesto principalmente de hielo y roca.
Como los otros planetas gigantes, Urano tiene un sistema de anillos, una magnetosfera y numerosos satélites. El sistema de Urano tiene una configuración única respecto a los otros planetas puesto que su eje de rotación está muy inclinado, casi hasta su plano de revolución alrededor del Sol. Por lo tanto, sus polos norte y sur se encuentran donde la mayoría de los otros planetas tienen el ecuador. Vistos desde la Tierra, los anillos de Urano dan el aspecto de que rodean el planeta como una diana, y que los satélites giran a su alrededor como las agujas de un reloj, aunque en 2007 y 2008, los anillos aparecían justo de lado. El 24 de enero de 1986, las imágenes del Voyager 2 mostraron a Urano como un planeta sin ninguna característica especial de luz visible e incluso sin bandas de nubes o tormentas asociadas con los otros gigantes. Sin embargo, los observadores terrestres han visto señales de cambios de estación y un aumento de la actividad meteorológica en los últimos años a medida que Urano se acerca a su equinoccio. Las velocidades del viento en Urano pueden llegar o incluso sobrepasar los 250 m/s (900 km/h).

## Historia

### Descubrimiento
Urano ya se había observado en muchas ocasiones antes de su descubrimiento como planeta, pero generalmente se había confundido con una estrella. La observación más antigua de la que se tiene referencia data de 1690 cuando John Flamsteed observó el planeta al menos seis veces, catalogándolo como «34 Tauri». El astrónomo francés Pierre Charles Le Monnier, observó a Urano al menos en doce ocasiones entre 1750 y el 1769, e incluso en cuatro noches consecutivas. Para el año 1738 el astrónomo inglés John Bevis dibujó al planeta Urano como tres estrellas en posiciones sucesivas, en su atlas «Uranographia Britannica», dichas observaciones fueron hechas entre los meses de mayo y julio de 1738, sin embargo Bevis no detectó los rasgos de planeta. A raíz de las distintas observaciones hechas a estas fechas se les conoce en la Astronomía como la era de los predescubrimientos.
Sir William Herschel observó el planeta el 13 de marzo de 1781 mientras estaba en el jardín de su casa ubicada en 19 New King Street en el pueblo de Bath (Condado de Somerset), aunque en un principio (el 26 de abril de 1781) reportó que se trataba de un «cometa». Herschel «se dedicó a hacer una serie de observaciones sobre el paralaje de las estrellas fijas», utilizando un telescopio diseñado por él mismo.
Escribió en su diario «En el cuartil cerca de ζ Tauri […] o bien [una] estrella nebulosa o quizá un cometa». El 17 de marzo escribió, «Busqué el cometa o estrella nebulosa y he descubierto que es un cometa puesto que ha cambiado de lugar». Cuando presentó su descubrimiento en la Royal Society, continuó afirmando que había descubierto un cometa a la vez que lo comparaba implícitamente con un planeta:

El aumento que tenía puesto cuando vi por primera vez el planeta era de 227. Por mi experiencia sé que los diámetros de las estrellas fijas no se magnifican proporcionalmente en aumentos mayores, como hacen los planetas, por tanto ahora coloco los aumentos de 460 y 932, y creo que el diámetro del cometa ha incrementado en proporción a los aumentos, como debería ser suponiendo que no se tratase de una estrella fija, mientras que los diámetros de las estrellas con las que la he comparado no han incrementado con la misma proporción. Además, como el cometa estaba aumentado mucho más de lo que daba su luz, aparecía borroso y poco definido con esta magnificación, mientras que las estrellas conservaban el lustre y definición que sabía de muchos miles de observaciones que conservarían. Los acontecimientos posteriores han mostrado que mis suposiciones eran bien fundadas, demostrando que es el cometa que hemos observado últimamente.

Herschel notificó su descubrimiento a Nevil Maskelyne que, desconcertado, le respondió el 23 de abril: «No sé cómo llamarlo. Es igual de posible que sea un planeta regular moviéndose en una órbita casi circular alrededor del sol como un cometa moviéndose en una elipsis muy excéntrica. Todavía no le he visto ninguna cola».
Mientras que Herschel continuaba describiendo prudentemente su nuevo objeto como cometa, otros astrónomos ya habían empezado a sospechar que no lo era. El astrónomo ruso Anders Johan Lexell estimó que su distancia era 18 veces la distancia entre el Sol y la Tierra, y no se había observado ningún cometa con un perihelio que llegara a cuatro veces la distancia Sol-Tierra. El astrónomo berlinés Johann Elert Bode describió el descubrimiento de Herschel como «una estrella móvil que podría ser un objeto parecido a un planeta desconocido hasta ahora, que circula más allá de la órbita de Saturno». Bode concluyó que su órbita prácticamente circular era más propia de un planeta que de un cometa.
Pronto se aceptó universalmente la idea de que el nuevo objeto era en sí un nuevo planeta. En 1783, el mismo Herschel reconoció este hecho al presidente de la Royal Society Joseph Banks: «Según la observación de los astrónomos más eminentes de Europa parece que la nueva estrella, que yo tuve el honor de señalarles el marzo de 1781, es un planeta primario de nuestro sistema solar». En reconocimiento a su contribución, el rey Jorge III concedió a Herschel una renta anual de doscientas libras a condición de que se trasladara a Windsor para que la familia real tuviese la posibilidad de mirar el planeta a través de sus telescopios.

### Nombre
Maskelyne pidió a Herschel «que hiciera el favor a toda la comunidad astronómica de llamar su planeta, que es completamente vuestro, por el descubrimiento del que estamos en deuda con usted». En respuesta a la petición de Maskelyne, Herschel decidió nombrar el objeto «Georgium Sidus» (la estrella de Jorge) en honor a su nuevo patrocinador, el rey Jorge III. Explicó su decisión en una carta a Joseph Banks:

En las fabulosas épocas de los tiempos antiguos los nombres de Mercurio, Venus, Marte, Júpiter y Saturno fueron los nombres para los Planetas, porque eran los nombres de sus héroes y divinidades principales. En la era actual, una más filosófica, apenas sería permisible recurrir al mismo método y llamarlo Juno, Palas, Apolo o Minerva al nuevo cuerpo celestial. La primera consideración de cualquier evento concreto, o incidencia notable, parece ser su cronología: si en cualquier tiempo futuro se pidiera, ¿cuándo se descubrió este último Planeta? La respuesta más satisfactoria sería decir, 'Durante el reinado del Rey Jorge tercero'.

Sin embargo, el nombre no perduró más allá de Gran Bretaña. Lalande, un astrónomo francés, propuso llamarlo Herschel en honor a su descubridor; el astrónomo sueco Erik Prosperin, por su parte, propuso el nombre de «Neptuno» para el nuevo planeta descubierto, algo que secundaron muchos de sus colegas con la idea de conmemorar a la Marina Real británica en el curso de la revolución estadounidense llamando al nuevo planeta «Neptuno Jorge III» o «Neptuno de Gran Bretaña». Finalmente fue el astrónomo alemán Johann Elert Bode quien acuñó y optó por la versión latinizada del dios del cielo de la mitología griega «Urano», padre de Crono (cuyo equivalente romano daba nombre a Saturno), aduciendo que ya que Saturno era el padre de Júpiter, lo más lógico era que el nuevo planeta tomara nombre a su vez del padre de Saturno. En 1789, Martin Klaproth, amigo de Bode de la Academia de Ciencias de Francia, llamó el elemento que había descubierto hacía poco «uranio», a favor de la opción de Bode. Finalmente se optó por «Urano», sin embargo, el HM Nautical Almanac siguió listándolo como «Georgium Sidus» hasta el año 1850.

### Nomenclatura
Urano es el único planeta cuyo nombre deriva tanto de un personaje de la mitología griega como de la mitología romana; del griego «Οὐρανός» y latinizándose como «Ūranus». El adjetivo de Urano es «uraniano». El símbolo astronómico de Urano se representa como . Es un híbrido entre los símbolos del planeta Marte y el Sol, puesto que Urano era dios y personificación misma del cielo en la mitología griega, el cual creían dominado por los poderes combinados del Sol y de Marte. El símbolo astrológico, sin embargo es , sugerido por Lalande en 1784. En una carta a Herschel, Lalande lo describía como «un globe surmonté par la première lettre de votre nom» («un globo coronado por la primera letra de su apellido»). En las lenguas de China, Vietnam, Japón y Corea la traducción literal del nombre del planeta es «la estrella reina del cielo» (天王星) en japonés y chino.

## Órbita y rotación

Urano gira alrededor del Sol una vez cada 84 años terrestres. Su distancia media al Sol es de unos 3000 millones de kilómetros (aproximadamente 20 ua).

Urano da una vuelta al Sol cada 84.01 años terrestres. Su distancia media con el Sol es de aproximadamente 3000 millones de kilómetros (unas 20 UA) (2 870 990 000 km). La intensidad de la luz del Sol en Urano es más o menos 1/400 que en la Tierra. Sus elementos orbitales fueron calculados por primera vez en 1783 por Pierre-Simon Laplace. Con el tiempo, empezaron a aparecer discrepancias entre las órbitas observadas y las que se habían predicho, y en 1841, John Couch Adams fue el primero en proponer que las diferencias podían deberse a la atracción gravitatoria de un planeta desconocido. En 1845, Urbain Le Verrier comenzó una búsqueda independiente en cuanto a las perturbaciones orbitales de Urano. El 23 de septiembre de 1846, Johann Gottfried Galle encontró un nuevo planeta, llamado después Neptuno, casi en la misma posición que había predicho Le Verrier.
Su período sinódico es de 370 días, de modo que, cada año, la oposición se produce con unos 5 días de retraso respecto al año anterior. Visto desde la Tierra el movimiento aparente de Urano respecto del fondo de estrellas es directo excepto cerca de la oposición. Urano parecerá entrar en movimiento retrógrado unos 76 días antes de la oposición y permanecerá así durante un período de aproximadamente 152 días, moviéndose aparentemente hacia atrás un ángulo de 4° antes de volver al movimiento directo.
El período rotacional del interior de Urano es de 17 horas y 14 minutos. Sin embargo, al igual que en todos los planetas gigantes, la parte superior de la atmósfera experimenta vientos muy fuertes en la dirección de la rotación. De hecho, en algunas latitudes, como por ejemplo alrededor de dos tercios de la distancia entre el ecuador y el polo sur, las características visibles de la atmósfera se mueven mucho más rápido, haciendo una rotación entera en tan poco tiempo como 14 horas.

### Inclinación del eje
El eje de rotación de Urano está de lado con respecto al plano del sistema solar, con una inclinación del eje de 97.77°. Esto produce cambios en las estaciones de un modo completamente diferente al de los demás planetas mayores. Se puede visualizar la rotación de otros planetas como peonzas inclinadas respecto al plano del sistema solar, mientras que Urano rota más bien como una pelota rodando inclinada. Cuando se acercan los solsticios de Urano, un polo mira continuamente en dirección al Sol mientras que el otro está en el sentido contrario. Solamente una banda estrecha alrededor del ecuador experimenta un ciclo rápido de día y noche, pero con el Sol muy bajo sobre el horizonte como en las regiones polares de la Tierra. Al otro lado de la órbita de Urano, la orientación de los polos en dirección al Sol es inversa. Cada polo recibe alrededor de 42 años de luz solar ininterrumpida, seguidos por 42 años de oscuridad. Cuando se acercan los equinoccios, el Sol se alinea con el ecuador de Urano creando un período de ciclos día-noche parecidos a los que se observan en la mayoría de los otros planetas. El equinoccio más reciente de Urano fue el 7 de diciembre de 2007.
| Hemisferio norte        | Año        | Hemisferio sur          |
| ----------------------- | ---------- | ----------------------- |
| Solsticio de invierno   | 1902, 1986 | Solsticio de verano     |
| Equinoccio de primavera | 1923, 2007 | Equinoccio de otoño     |
| Solsticio de verano     | 1944, 2028 | Solsticio de invierno   |
| Equinoccio de otoño     | 1965, 2049 | Equinoccio de primavera |

Una consecuencia de la orientación del eje es que las regiones polares reciben durante el transcurso del año más energía solar que las regiones ecuatoriales, sin embargo, la temperatura de Urano es más elevada en su ecuador que en sus polos. El mecanismo que causa esta circunstancia es aún desconocido. No se conocen los motivos por los que el eje del planeta está inclinado en tan alto grado, aunque se especula que quizás durante su formación el planeta pudo haber colisionado con un gran protoplaneta capaz de haber producido esta orientación anómala. Otra posibilidad es que las perturbaciones gravitatorias ejercidas por los otros planetas gigantes del sistema solar lo hayan forzado a inclinarse de esta manera. El polo sur de Urano apuntaba casi directamente al Sol durante la época del Voyager 2 en 1986. El hecho de llamar a este polo como «sur» se debe a la definición que recomienda actualmente la Unión Astronómica Internacional, es decir que el polo norte de un planeta o satélite es el que apunta por encima del plano invariable del sistema solar, con indiferencia de la dirección en que gire el planeta. Sin embargo, a veces se utiliza otra convención, en la que los polos norte y sur de un cuerpo se definen según la regla de la mano derecha en relación con la dirección de rotación. Según este otro sistema de coordenadas, era el polo norte de Urano lo que estaba iluminado en 1986.

### Visibilidad

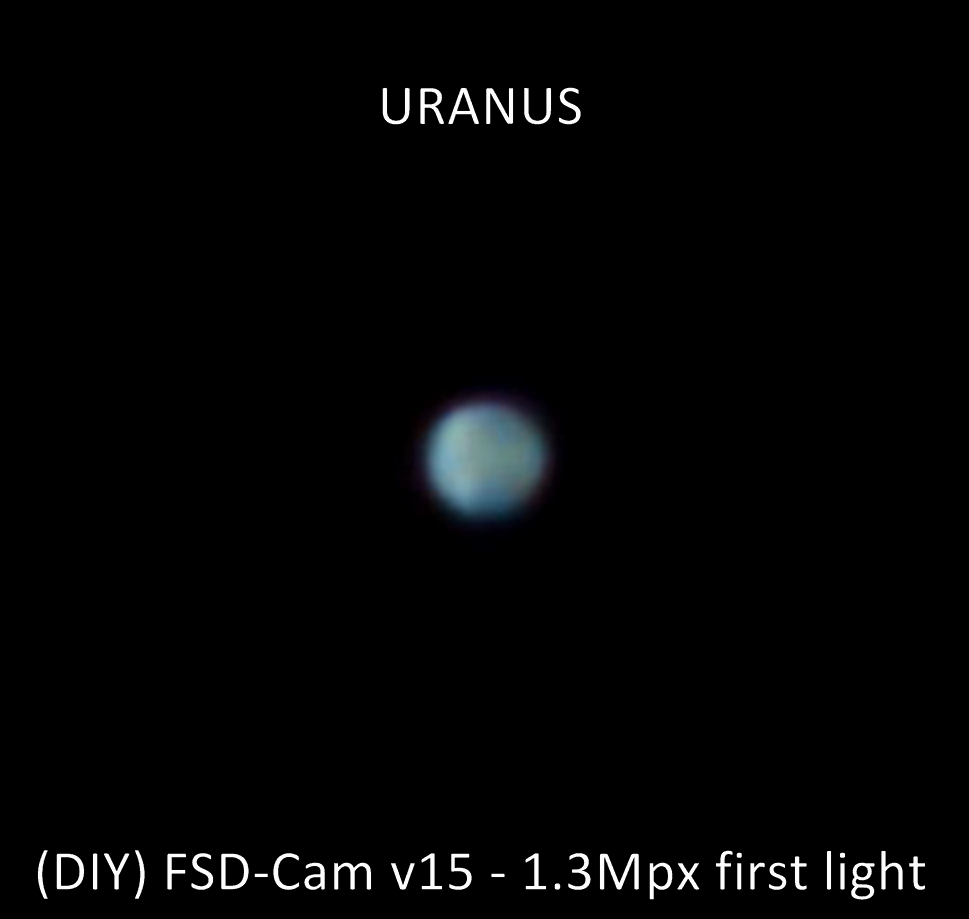
Urano visto desde un telescopio.

Desde 1995 hasta 2006, la magnitud aparente de Urano fluctuó entre +5.6 y +5.9, lo que le colocaba en el límite mismo de la visibilidad a simple vista de +6.5. Su diámetro angular es de entre 3.4 y 3.7 arcosegundos, comparado entre los 16 a 20 arcosegundos por Saturno y 32 a 45 arcosegundos por Júpiter. En el momento de la oposición, Urano es visible a simple vista en cielos oscuros, sin contaminación lumínica, y es fácil de observar incluso en un entorno urbano con prismáticos. En los telescopios de aficionado más potentes con un diámetro de objetivo de 15 a 23 cm, el planeta aparece como un disco pálido de color cian que se oscurece hacia los bordes. Con un telescopio de 25 cm o más, se pueden llegar a distinguir formas de nubes, así como algunos de los satélites más grandes, como Titania y Oberon.

## Características físicas

### Composición y estructura interna

Estructura del planeta.

La masa de Urano es 14.5 veces la de la Tierra haciéndolo el menos masivo de los planetas gigantes, mientras que su densidad, 1.27 g/cm³, lo hace el segundo menos denso entre ellos, por detrás de Saturno. Aunque tiene un diámetro ligeramente mayor que el de Neptuno (unas cuatro veces el de la Tierra), tiene menos masa. Estos valores indican que está compuesto principalmente de diversos tipos de «hielos», como agua, amoníaco y metano. La masa total de hielo en el interior de Urano no se conoce con precisión, ya que salen valores diferentes según el modelo, sin embargo, debe de ser de entre 9.3 y 13.5 masas terrestres. El hidrógeno y el helio constituyen solo una pequeña parte del total, entre 0.5 y 1.5 masas terrestres. El resto de la masa (0.5 a 3.7 masas terrestres) corresponde a material rocoso.
El modelo generalizado de la estructura de Urano consiste en un núcleo compuesto de roca con una masa relativamente pequeña, un manto de hielos, y una atmósfera formada por hidrógeno y helio, que puede representar hasta un 15 % de la masa planetaria. El núcleo es relativamente pequeño, con una masa de solo 0.55 masas terrestres y un radio de menos del 20 % del total de Urano, el manto forma la mayor parte del planeta, con unas 13.4 masas terrestres, mientras que la atmósfera superior es relativamente tenue, pesa alrededor de 0.5 masas terrestres y forma el 20 % final del radio de Urano. La densidad del núcleo de Urano es alrededor de 9 g/cm³, con una presión en el centro de 8 millones de bares (800 GPa) y una temperatura de unos 5000 K. El manto helado, de hecho, no es compuesto de hielo en el sentido convencional sino que es un fluido caliente y denso que consiste de agua, amoníaco y otros volátiles. Este fluido, que tiene una conductividad eléctrica elevada, se llama a veces océano de agua-amoniaco. La composición de Urano y Neptuno es muy diferente a la de Júpiter y Saturno, con hielo predominante por encima de los gases. Esto justifica que se clasifiquen por separado como gigantes de hielo.
Mientras que el modelo descrito antes es más o menos estándar, no es el único, otros modelos también concuerdan con las observaciones. Por ejemplo, si hubiera cantidades sustanciales de hidrógeno y material rocoso mezcladas en el manto helado, la masa total de hielos en el interior sería menor, y, por tanto, la masa total de rocas e hidrógeno sería mayor. Los datos disponibles en la actualidad no permiten que la ciencia determine qué modelo es el correcto. La estructura interior fluida de Urano significa que no tiene superficie sólida. La atmósfera gaseosa hace una transición gradual hacia las capas líquidas internas. Sin embargo, por conveniencia, se describe un esferoide oblato de revolución, donde la presión es de 1 bar (100 kPa), y se designa como «superficie». Tiene un radio ecuatorial y polar de 25 559 ± 4 y 24 973 ± 20 km, respectivamente. Esta superficie se considerará como punto cero de altitud en este artículo.

### Calor interno
El calor interno de Urano parece ser más bajo que la de los otros planetas gigantes, en términos astronómicos tiene un flujo térmico bajo. Todavía no se esclarece el por qué la temperatura interna de Urano es tan baja. Neptuno, que es prácticamente idéntico a Urano en tamaño y composición, irradia 2.61 veces más energía hacia el espacio de la que recibe del Sol. Urano, en contraste, apenas irradia calor. La potencia total irradiada por Urano en la parte infrarroja lejana del espectro (es decir, el calor) es 01:06 ± 12:08 veces la energía solar absorbida en su atmósfera. De hecho, el flujo térmico de Urano es solamente de 0.042 ± 0.047 W/m², que es más bajo que el flujo térmico interno de la Tierra (aproximadamente 0.075 W/m²). La temperatura más baja registrada en la tropopausa de Urano es de 49 K (−224 °C), haciendo de Urano el planeta más frío del sistema solar.
Una de las hipótesis para esta discrepancia es que cuando Urano recibió el impacto que provocó su elevada inclinación axial, el evento le hizo expeler la mayor parte de su calor primigénico, agotando la temperatura de su núcleo. Otra hipótesis es que existe algún tipo de barrera en las capas superiores de Urano que impide que el calor del núcleo llegue a la superficie. Por ejemplo, puede haber convección en un conjunto de capas de composición diferente, que inhiben el transporte de calor hacia arriba.

## Atmósfera

Imagen de Urano tomada por el telescopio Hubble (2011)

Aunque no hay una superficie sólida bien definida en el interior de Urano, la parte más exterior de la envoltura gaseosa de Urano que es accesible por sensores remotos se llama atmósfera. La capacidad de los sensores remotos llega aproximadamente hasta unos 300 km por debajo del nivel de 1 bar (100 kPa), con una presión correspondiente de unos 100 bar (10 MPa) y una temperatura de 320 K. La corona tenue de la atmósfera se extiende notablemente por encima de dos radios planetarios desde la superficie nominal (punto con presión de 1 bar). La atmósfera de Urano se puede dividir en tres capas: la troposfera, entre altitudes de −300 y 50 km y presiones desde 100 a 0.1 bar (10 MPa a 10 kPa), la estratosfera, en altitudes entre 50 y 4000 km y presiones entre 0.1 y 10−10 bar (10 kPa a 10 μPa), y la termosfera/corona, que se extiende desde 4000 km hasta unos 50 000 km de la superficie. No existe la mesosfera.

### Composición
La composición de la atmósfera de Urano es diferente que la de Urano entero, ya que consiste principalmente de hidrógeno molecular y helio. La fracción molar de helio, por ejemplo, el número de átomos de helio por molécula de gas, es de 0.15 ± 0.03 en la troposfera superior, que corresponde a una fracción de masa de 12:26 ± 0.05. Este valor es muy próximo a la fracción de masa de helio protosolar de 0.275 ± 0.01, indicando que el helio no se depositó en el centro del planeta contrariamente al resto de los gigantes gaseosos. El tercer componente más abundante en la atmósfera de Urano es el metano (CH4). El metano tiene bandas de absorción prominentes en la banda de luz visible y casi infrarroja (IR), que dan el color aguamarina o cian a Urano. Las moléculas de metano representan el 2.3 % de la atmósfera por fracción molar bajo la cubierta de nubes de metano en el nivel de presión de 1.3 bar (130 kPa), lo que representa de 20 a 30 veces la abundancia de carbono encontrados en el sol. La tasa de mezcla es mucho menor en la atmósfera superior debido a su temperatura extremadamente baja, que disminuye el nivel de saturación y provoca que el metano excedente se congele y salga. La abundancia de compuestos menos volátiles como amoníaco, agua o ácido sulfhídrico en la atmósfera interior es poco conocida. Sin embargo, probablemente también es más elevada que en el Sol. Además del metano, se encuentran cantidades residuales de varios hidrocarburos en la estratosfera de Urano, que se cree que han sido producidos a partir del metano mediante fotólisis inducida por la radiación ultravioleta (UV) del sol. Esto incluye al etano (C2H6), acetileno (C2H2), metilacetileno (CH3C2H), poliacetileno (C2HC2H). La espectroscopia también ha descubierto trazas de vapor de agua, monóxido de carbono y dióxido de carbono en la atmósfera superior, que solo se pueden haber originado desde una fuente externa como el polvo de los cometas.

### Tropósfera
La troposfera es la parte más baja y densa de la atmósfera y se caracteriza por una disminución de la temperatura con la altitud. La temperatura cae desde unos 320 K en la base de la troposfera nominal (−300 km) hasta 53 K en 50 km. Las temperaturas en la región superior más fría de la troposfera (la tropopausa) varía entre los 49 y 57 K según la latitud planetaria. La región de la tropopausa es responsable de la gran mayoría de las emisiones térmicas en el infrarrojo lejano del planeta, determinando así su temperatura efectiva de 59.1 ± 0.3 K.
Se cree que la troposfera tiene una estructura de nubes altamente compleja; se cree que se pueden encontrar nubes de agua en el rango de presiones de 50 a 100 bar (5 a 10 MPa), nubes de hidrosulfuro de amonio en el rango de 20 a 40 bar (2 a 4 MPa), nubes de amoníaco o sulfuro de hidrógeno entre 3 y 10 bar (0.3 a 1 MPa) y finalmente nubes altas de metano que se han detectado directamente en el rango de 1 a 2 bar (0.1 a 0.2 MPa). La troposfera es una parte muy dinámica de la atmósfera, con vientos fuertes, nubes brillantes, y cambios estacionales, que se comentarán más abajo.

### Atmósfera superior
La capa media de la atmósfera de Urano es la estratosfera, donde la temperatura aumenta en general con la altitud desde 53 K en la tropopausa hasta entre 800 y 850 K en la base de la termosfera. El calentamiento de la estratosfera se debe a la absorción de radiación solar ultravioleta e infrarroja por el metano y otros hidrocarburos, que se forman en esta parte de la atmósfera como resultado de la fotólisis del metano. El calor también llega por conducción desde la termosfera. Los hidrocarburos ocupan una capa relativamente estrecha en altitudes entre 100 y 280 km, que corresponden con un rango de presiones de 10 a 0.1 bar (1000 a 10 kPa) y temperaturas entre 75 y 170 K. Los hidrocarburos más abundantes son el metano, el acetileno y el etano con tasas de mezcla alrededor de 10‑7 en relación con el hidrógeno. La tasa de mezcla del monóxido de carbono es similar en estas altitudes. Los hidrocarburos más pesados y el dióxido de carbono tienen tasas de mezcla inferiores en tres órdenes de magnitud. La tasa de abundancia de agua es alrededor de 7 × 10−9. El etano y el acetileno tienden a condensarse en la parte inferior, más fría, de la estratosfera y la tropopausa (por debajo del nivel de 10 mBar) formando capas de niebla o bruma, que pueden ser responsables en parte del aspecto liso de Urano. Sin embargo, la concentración de hidrocarburos en la estratosfera de Urano por encima de la niebla es significativamente más baja que en las estratosferas de los otros planetas gigantes.
La capa más exterior de la atmósfera de Urano es la termosfera-corona, que tiene una temperatura uniforme alrededor de 800 a 850 K. Las fuentes de calor necesarias para sostener un valor tan elevado todavía no se entienden, ya que ni la radiación solar ultravioleta lejana o ultravioleta extrema ni la actividad de las auroras pueden proporcionar la energía necesaria. También puede contribuir la débil eficiencia de refrigerado debida a la falta de hidrocarburos en la estratosfera por encima del nivel de presión de 0.1 mBar. Además de hidrógeno molecular, la termosfera-corona contiene una proporción elevada de átomos de hidrógeno libres. Su pequeña masa junto con las altas temperaturas explican por qué la corona se extiende hasta 50 000 km o dos radios «uranianos» desde el planeta. Esta corona tan extensa es una propiedad única de Urano. Uno de sus efectos es la resistencia aerodinámica sobre partículas pequeñas en órbita alrededor de Urano, provocando que en general se agote el polvo interestelar a los anillos del planeta. La termosfera de Urano, junto con la parte superior de la estratosfera, corresponde con la ionosfera de Urano. Las observaciones muestran que la ionosfera ocupa altitudes desde 2000 a 10 000 km. La ionosfera de Urano es más densa que la de Saturno o Neptuno, lo que puede deberse a la baja concentración de hidrocarburos en la estratosfera. La ionosfera se sostiene principalmente por la radiación UV solar y su densidad depende de la actividad solar. La actividad de auroras es insignificante comparada con la de Júpiter y Saturno.

## Anillos planetarios

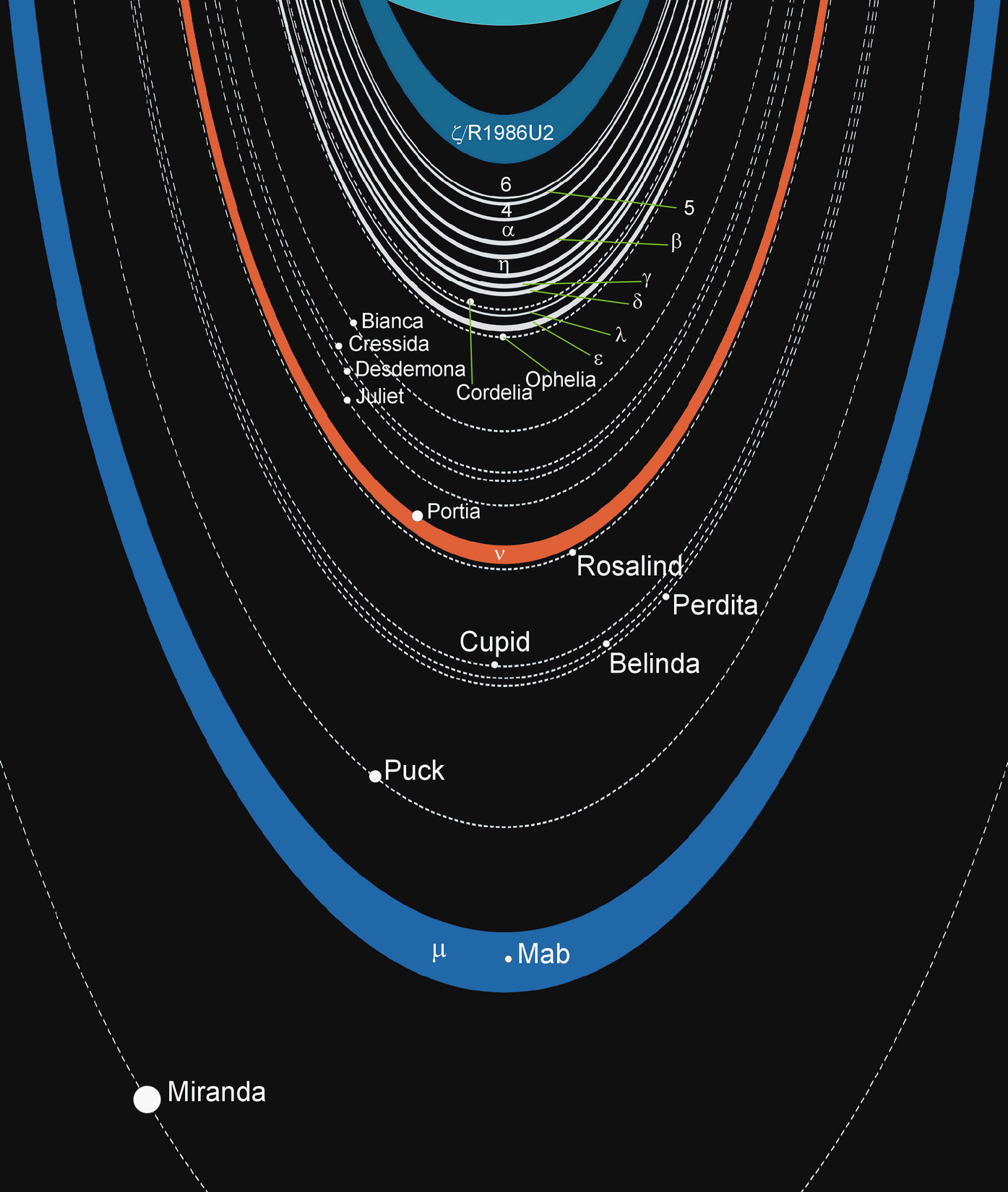
Esquema de los anillos de Urano.

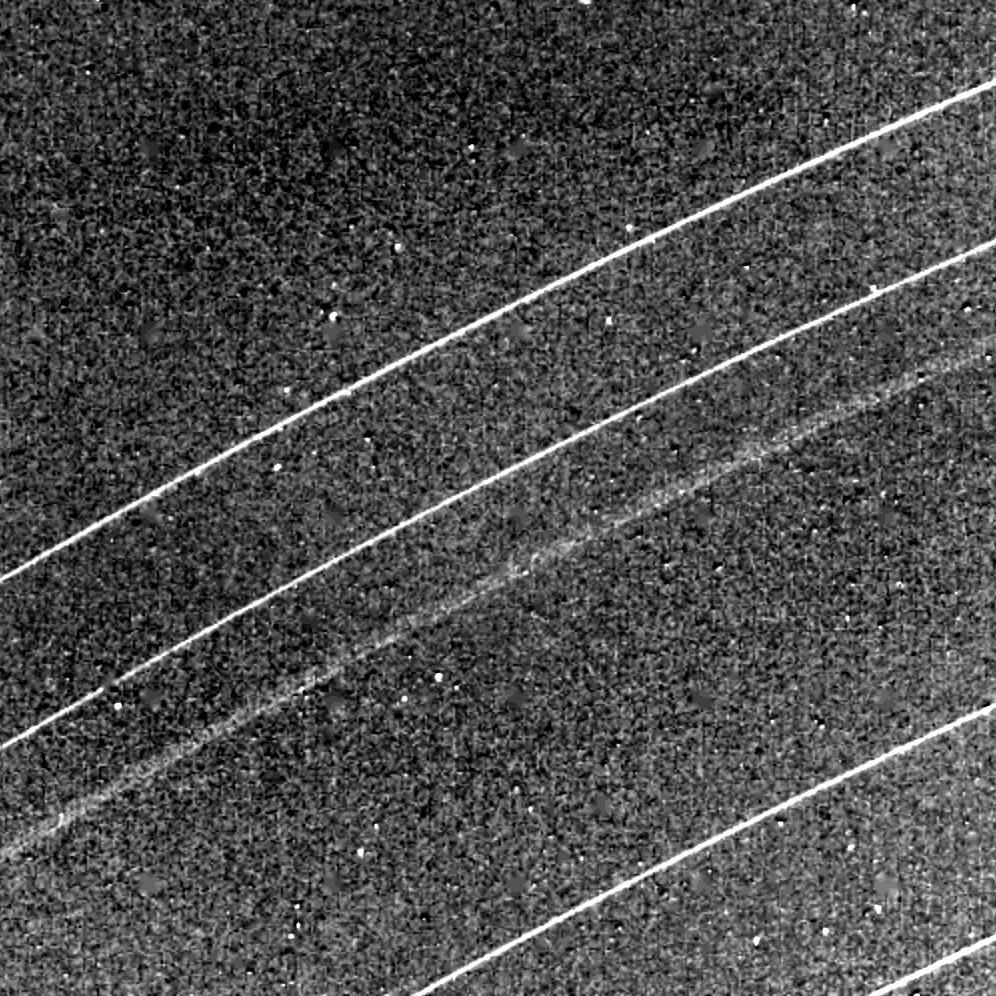
Anillos δ, γ, η, β y α

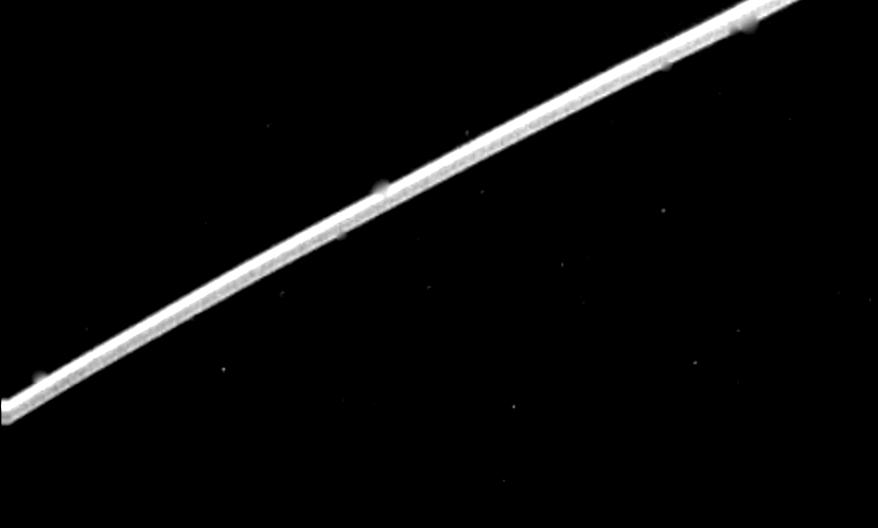
Anillo ε

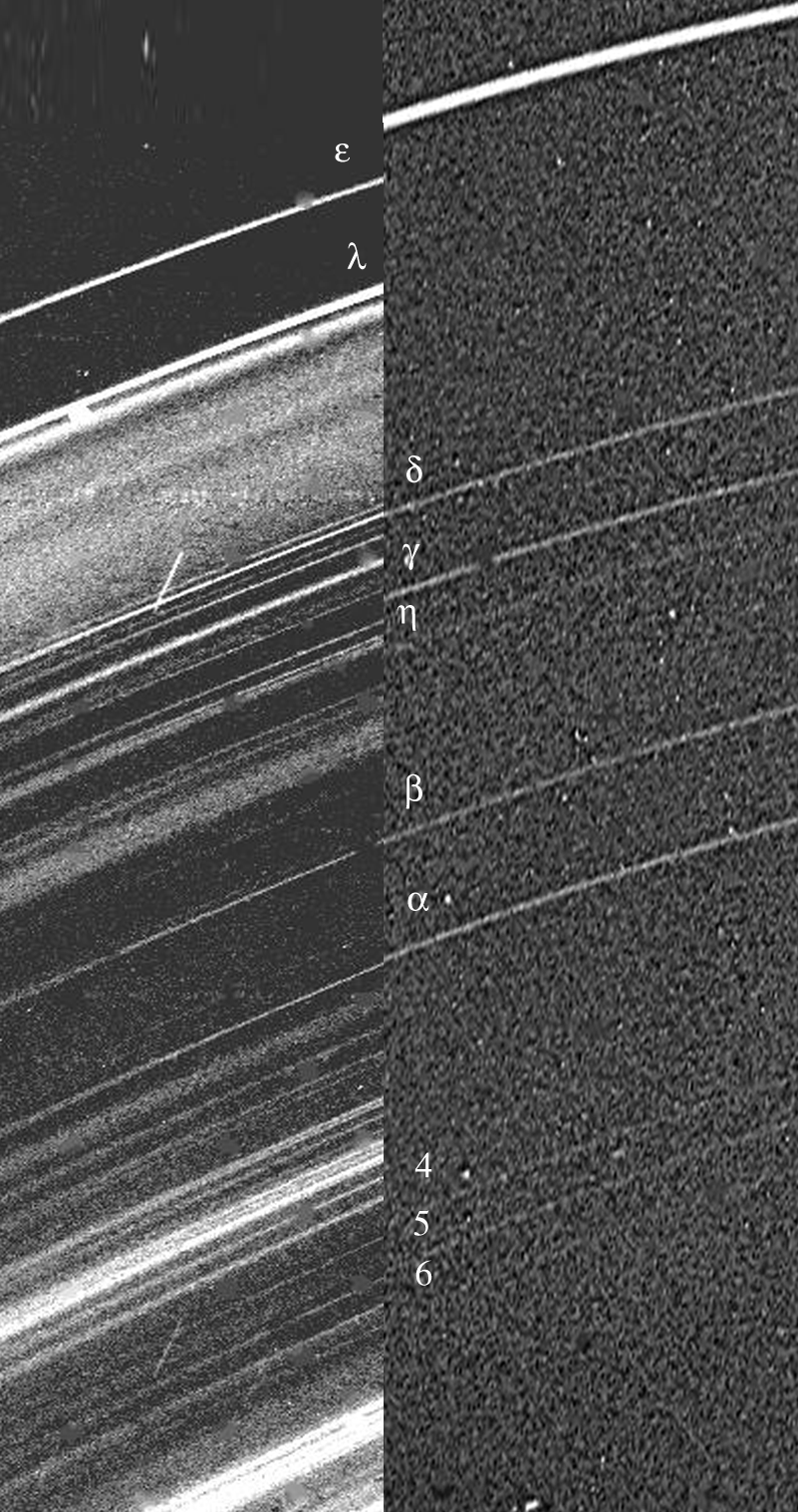
Comparación de los anillos de Urano mediante luz dispersada hacia adelante y retrodispersada.

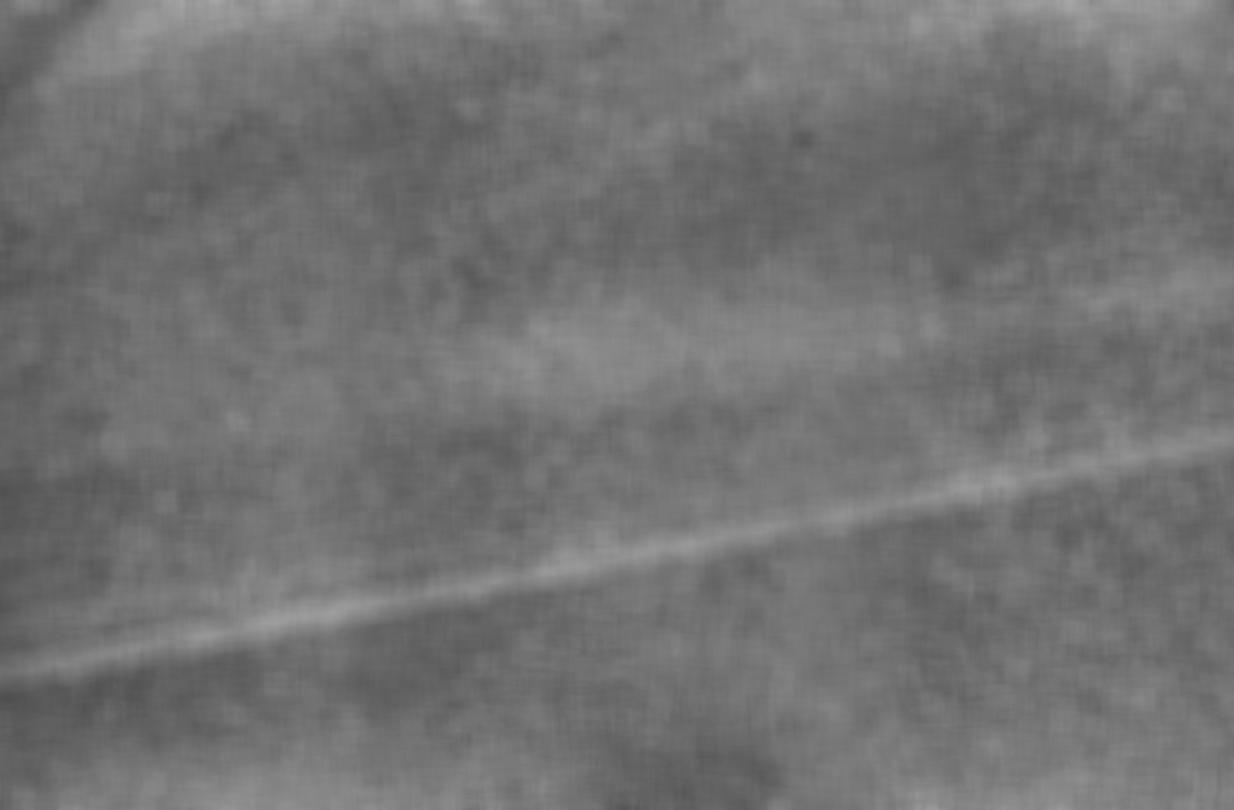
Anillo 1986U2R

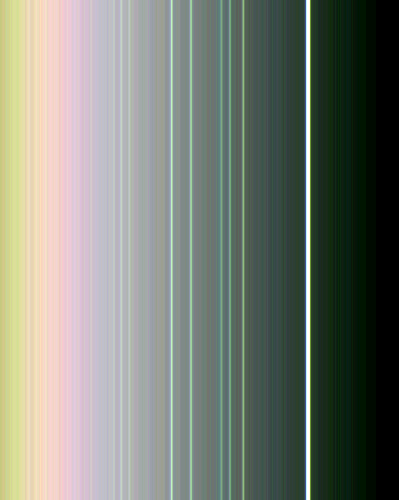
Un esquema con color intensificado de los anillos interiores derivado de las imágenes del Voyager 2.

Urano, como los otros planetas gigantes del sistema solar tiene un sistema de anillos. El sistema anular de Urano fue el segundo en ser descubierto en el sistema solar tras el de Saturno. Las partículas que componen los anillos son muy oscuras, y tienen tamaños desde micrómetros hasta fracciones de metro. Actualmente se conocen 13 anillos, de los cuales el más brillante es el anillo ε. Todos los anillos (menos dos) son extremadamente estrechos, teniendo algunos anillos tan solo unos cuantos kilómetros de anchura. Principalmente está compuesto por cuerpos grandes, de 0.2‑20 m de diámetro. No obstante, algunos anillos son ópticamente delgados. Los anillos son probablemente bastante recientes, consideraciones dinámicas indican que no se formaron junto con Urano. La materia de los anillos puede haber sido parte de un satélite (o satélites) que fue hecho añicos por impactos a alta velocidad. De los numerosos trozos de escombros generados por estos impactos, solo sobrevivieron algunas pocas partículas en un número limitado de zonas estables que corresponden a los anillos actuales.

Animación de la ocultación en 1977 (Clic en la imagen)

La primera mención al sistema de anillos de Urano procede de notas de William Herschel que detallan sus observaciones del planeta en el siglo XVIII, y que incluyen el siguiente pasaje: «22 de febrero de 1789: Se sospecha de la existencia de un anillo». Esta observación suele considerarse dudosa, ya que los anillos son muy tenues, y en los dos siglos siguientes ningún observador se percató de la existencia de estos. Sin embargo, Herschel hizo una descripción detallada del anillo ε en cuanto al tamaño, el ángulo con respecto a la Tierra, el color rojo, y los cambios aparentes a medida que Urano se movía alrededor del Sol. Los anillos fueron descubiertos fortuitamente el 10 de marzo de 1977 por James L. Elliot, Edward W. Dunham y Douglas J. Mink, que, utilizando el Kuiper Airborne Observatory, observaron cómo la luz de una estrella cercana a Urano se desvanecía al aproximarse el planeta. Después de analizar con detalle sus observaciones, observaron que la estrella había desaparecido brevemente cinco veces tanto antes como después de desaparecer detrás del planeta. Concluyeron que la única explicación era que había un sistema de anillos estrechos alrededor de Urano. Posteriormente, se detectaron cuatro más. Los anillos fueron observados directamente por la sonda espacial Voyager 2 en su paso por el sistema de Urano en 1986. El Voyager 2 también descubrió dos anillos tenues adicionales hasta llegar a once.
En diciembre de 2005, el telescopio espacial Hubble detectó un par de anillos desconocidos hasta ese momento; que posteriormente fueron bautizados como μ y ν. El más grande se encuentra al doble de distancia desde el planeta que los anillos conocidos anteriormente. Estos anillos se encuentran tan lejos del planeta que fueron denominados «sistema de anillos exteriores». El Hubble también localizó dos satélites pequeños, uno de los cuales, Mab, comparte órbita con el anillo más exterior descubierto recientemente. Los anillos nuevos hacen que el número total de anillos de Urano sea de trece. En abril de 2006, imágenes de los nuevos anillos obtenidos por el Observatorio Keck mostraron los colores de los anillos exteriores: el más lejano es azul y, por otro lado, el otro es de color ligeramente rojizo. Una hipótesis sobre el color azul del anillo exterior es que está compuesto de pequeñas partículas de agua helada de la superficie de Mab que son lo suficientemente pequeñas para esparcir la luz azul. En contraste, los anillos internos del planeta se ven grises.

## Magnetósfera
Antes de la llegada del Voyager 2, no se habían tomado medidas de la magnetosfera de Urano. Los astrónomos esperaban que el campo magnético de Urano estuviera alineado con el viento solar, ya que entonces se alinearía con los polos del planeta que se encuentran sobre la eclíptica.
Las observaciones del Voyager revelaron que el campo magnético es también anormal en su posición y características ya que su origen no se encuentra en el centro geométrico del planeta, y además el eje magnético está inclinado 59° respecto del eje de rotación. De hecho, el dipolo magnético está desplazado hacia el polo sur de rotación en casi un tercio del radio planetario. Esta geometría inusual tiene como resultado una magnetosfera altamente asimétrica, donde la fuerza del campo magnético en la superficie del hemisferio sur puede llegar a ser tan baja como en 0.1 gauss (10 μT), mientras que en el hemisferio norte puede llegar a los 1.1 gauss (110 μT). El campo medio en la superficie es de 0.23 gauss (23 μT). En comparación, el campo magnético de la Tierra tiene aproximadamente la misma fuerza en ambos polos, y su «ecuador magnético» es prácticamente paralelo al ecuador geográfico. El momento dipolar magnético de Urano es cincuenta veces el de la Tierra. El campo magnético de Neptuno también está desplazado de forma similar, lo que sugiere que esto sea una característica común de los gigantes de hielo. Una hipótesis es que, a diferencia de los campos magnéticos de los planetas terrestres y los gigantes gaseosos, que se generan dentro de sus núcleos, los campos magnéticos de los gigantes de hielo son generados por movimiento en zonas relativamente poco profundas, como el océano de agua-amoniaco.
A pesar de su alineación original, en otros aspectos, la magnetosfera de Urano es como las de los otros planetas: tiene un límite exterior situado alrededor de 23 radios por delante, una magnetopausa a 18 radios de Urano, una magnetocola completamente desarrollada y cinturones de radiación. Globalmente, la estructura de la magnetosfera de Urano es diferente de la de Júpiter y más parecida a la de Saturno. La cola de la magnetosfera de Urano sigue detrás del planeta hacia el espacio en una extensión de millones de kilómetros y está atornillada por la rotación del planeta en un largo tirabuzón.
La magnetosfera de Urano contiene partículas cargadas: protones y electrones con una pequeña cantidad de iones H2+. No se han detectado iones más pesados. Muchas de estas partículas probablemente proceden de la corona atmosférica, que contiene temperaturas demasiado calientes. Las energías de los iones y electrones pueden llegar a 4 y 1.2 MeV (megaelectronvoltios), respectivamente. La densidad de iones de baja energía (por debajo de 1 kiloelectronvoltio) en la magnetosfera interior es alrededor de 2 cm−3. La población de partículas está afectada fuertemente por los satélites de Urano que barren la magnetosfera dejando huecos detectables. El flujo de partículas es lo suficientemente alto para causar que se oscurezcan o se erosionen las superficies del satélite en un margen de tiempo muy rápido (en términos astronómicos) de 100 000 años. Esta puede ser la causa de la coloración uniformemente oscura de los satélites y los anillos. Urano tiene auroras relativamente bien desarrolladas, que se ven como arcos brillantes alrededor de los dos polos magnéticos. Sin embargo, al contrario de las de Júpiter, las auroras de Urano parecen insignificantes para el balance de energía de la termosfera planetaria.

## Clima
En longitudes de ondas ultravioletas y visibles, la atmósfera de Urano es notablemente lisa comparada con los otros gigantes gaseosos, incluso con Neptuno, con quien se parece bastante en otros aspectos. Cuando el Voyager 2 sobrevoló Urano en 1986, observó un total de diez formas de nubes en el planeta entero. Una explicación propuesta sobre por qué hay tan pocas es que el calor interno de Urano es bastante bajo en comparación con la de los otros planetas gigantes. La temperatura más baja registrada en la tropopausa de Urano es de 49 K, haciendo de Urano el planeta más frío del sistema solar, incluso más frío que Neptuno.

### Estructura en bandas, vientos y nubes
En 1986 el Voyager 2 descubrió que el hemisferio sur visible de Urano se puede subdividir en dos regiones: un casquete polar brillante y bandas ecuatoriales oscuras. Su límite se encuentra a unos −45 grados de latitud. Una banda estrecha se extiende entre −45 y −50 grados de latitud y es la característica grande más brillante de la superficie visible del planeta. Se llama «collar» meridional. Se cree que el casquete y el collar son regiones densas de nubes de metano situadas dentro del rango de presiones entre 1.3 y 2 bar. Además de la estructura de bandas de gran escala, el Voyager 2 observó diez pequeñas nubes brillantes, la mayoría de las cuales se encontraban situadas algunos grados al norte del collar. Desgraciadamente el Voyager 2 llegó en medio del verano austral del planeta y no pudo observar el hemisferio norte. Sin embargo, a principios del siglo XXI, cuando la región polar septentrional se hizo visible, el telescopio espacial Hubble (HST) y el telescopio Keck no observaron ni un collar ni un casquete polar en el hemisferio norte. Por lo tanto, Urano parece asimétrico: brillante cerca del polo sur y oscuro uniformemente en la región situada al norte del collar meridional. En 2007, cuando Urano pasó a su equinoccio, el collar del sur casi había desaparecido, mientras que en el norte surgía un collar débil con 45 grados de latitud.
Sin embargo, en los años 90, el número de formas de nubes brillantes observadas creció considerablemente, en parte gracias a la disponibilidad de nuevas técnicas de procesamiento de imágenes en alta resolución. La mayoría se encontraron en el hemisferio norte a medida que se iba haciendo visible. Una primera explicación —que las nubes brillantes son más fáciles de identificar en la parte oscura del planeta, mientras que en el hemisferio sur el collar brillante los enmascara— se demostró que era incorrecta: sin duda, el número de formas había aumentado considerablemente. Sin embargo hay diferencias entre las nubes de cada hemisferio. Las nubes septentrionales son más pequeñas, más definidas y más brillantes. Asimismo, parece que están situadas en una altitud más elevada. El tiempo de vida de las nubes puede diferir en varios órdenes de magnitud. Algunas nubes pequeñas duran horas, mientras que al menos una nube meridional parece que ha persistido desde la época del vuelo del Voyager. Observaciones recientes también han descubierto que las formas de las nubes de Urano tienen muchas cosas en común con las de Neptuno. Por ejemplo, las manchas oscuras frecuentes en Neptuno no se habían observado nunca en Urano antes de 2006, cuando se obtuvo la primera imagen de este tipo. Se especula que Urano se va pareciendo cada vez más a Neptuno durante la estación equinoccial.
El seguimiento de numerosas formas de nubes permitió la determinación de vientos zonales y meridionales soplando en la troposfera superior de Urano. En el ecuador los vientos son retrógrados, es decir que soplan en la dirección contraria de la rotación del planeta. Sus velocidades varían entre −100 y −50 m/s. Las velocidades de los vientos aumentan con la distancia al ecuador, alcanzando niveles cero en torno a la latitud ± 20°, donde se sitúa la temperatura mínima de la troposfera. Más cerca de los polos, los vientos cambian a un movimiento progrado, siguiendo la rotación del planeta. Las velocidades del viento continúan aumentando llegando al máximo a una latitud de ±60° antes de volver a cero en los polos. Las velocidades del viento a una latitud de −40° varían entre 150 y 200 m/s. Como el collar oscurece todas las nubes debajo de este paralelo, las velocidades entre este y el polo sur son imposibles de medir. En contraste, en el hemisferio norte se han observado velocidades máximas de hasta 240 m/s alrededor de +50° de latitud.

### Variación estacional
Durante un periodo corto de tiempo, desde marzo hasta mayo de 2004, apareció una miríada de nubes grandes en la atmósfera de Urano, dándole un aspecto parecido a Neptuno. Se observaron velocidades de viento récord de 229 m/s (824 km/h) y una tormenta persistente que se conoció como «Fuego Artificiales del Cuatro de Julio». El 23 de agosto de 2006, investigadores del Instituto de Ciencias del Espacio de Boulder, Colorado y de la Universidad de Wisconsin observaron una mancha oscura en la superficie de Urano, dando a los astrónomos más datos sobre la actividad atmosférica del planeta. No se conoce exactamente por qué se produce este aumento repentino de actividad, pero parece que la inclinación extrema del eje tiene como resultado variaciones estacionales extremas en el tiempo atmosférico. Determinar la naturaleza de esta variación estacional es difícil porque hace menos de 84 años (que equivalen a un año uraniano) que hay datos fiables sobre la atmósfera de Urano. Sin embargo, se han hecho algunos descubrimientos. La fotometría a lo largo de medio año uraniano (desde los años 50) ha mostrado una variación regular del brillo en dos bandas espectrales, con los máximos durante los solsticios y los mínimos durante los equinoccios. Se ha observado una variación periódica similar, con máximos durante los solsticios, a las medidas para microondas de la parte más profunda de la troposfera que empezaron en los años 1960. Las medidas de la temperatura estratosférica, que empezaron los años 1970 también mostraron valores máximos en torno al solsticio de 1986. Se cree que la mayor parte de esta variabilidad ocurre debido a cambios en la geometría de la observación.
Sin embargo, hay razones para creer que se producen cambios estacionales físicos en Urano. Mientras que se sabe que el planeta tiene una región polar brillante al sur, el polo norte es más amortiguado, lo que es incompatible con el modelo de cambio estacional descrito antes. Durante el anterior solsticio septentrional de 1944, Urano exhibió niveles elevados de claridad, lo que sugiere que el polo norte no ha sido siempre tan oscuro. Esta información implica que el polo visible gana claridad antes del solsticio y oscurece después del equinoccio. Los análisis detallados de los datos en el espectro visible y el de microondas revelaron que los cambios periódicos de brillo no son completamente simétricos alrededor de los solsticios, lo que también indica un cambio en los patrones de albedo meridionales. Finalmente, en la década de los 90, mientras Urano se alejaba del solsticio, el Hubble y telescopios terrestres revelaron que el casquete ubicado en el polo sur se oscurecía de forma evidente (excepto el collar del sur, que continuó brillando), mientras que el hemisferio norte demuestra cada vez más actividad, como formaciones de nubes y vientos más fuertes, aumentando pues las expectativas de que se aclare pronto. Este hecho ocurrió en 2007, cuando el planeta pasaba por un equinoccio: surgiendo un débil collar en el polo norte, mientras que el collar ubicado en el sur llegó a ser casi invisible, aunque el perfil del viento zonal se mantuvo ligeramente asimétrico, con vientos más fuertes en el norte con respecto al sur.
El mecanismo de los cambios físicos aún no está claro. Cerca de los solsticios de verano e invierno, los hemisferios de Urano son alternativamente o bien totalmente encarados hacia los rayos del Sol, o bien de cara al espacio profundo. Se cree que la aclaración del hemisferio iluminado por el Sol es el resultado del espesamiento de las nubes de metano y de las capas de niebla situados en la troposfera. El collar brillante de la latitud de −45° también está conectado con nubes de metano. Otros cambios en la región del polo sur se pueden explicar por cambios en las capas bajas de nubes. La variación en la emisión de microondas del planeta es causada probablemente por los cambios en la circulación profunda troposférica, porque las nubes y la niebla gruesa del polo deben inhibir la convección. Ahora que llegan los equinoccios de primavera y otoño en Urano, las dinámicas están cambiando, y puede volver a haber convección.

## Formación
Muchos investigadores argumentan que las diferencias entre los gigantes gaseosos y los gigantes helados se extienden a su formación. Se cree que el sistema solar se formó a partir de una bola de gas gigante que daba vueltas conocida como nebulosa presolar. La mayor parte del gas, principalmente hidrógeno y helio, formó el Sol, mientras que las partículas de polvo se juntaron para formar los primeros protoplanetas. A medida que los planetas crecían, algunos de ellos fueron capaces de agrupar suficiente materia como para que su gravedad capturara los gases restantes de la nebulosa presolar. Cuanto más gas acumulaban, más grandes se hacían; conforme su tamaño aumentaba, más gas podían acumular hasta que se llegaba a un punto crítico, y entonces su tamaño comenzó a crecer exponencialmente. Los gigantes helados, con solo unas pocas masas terrestres de gas nebular, nunca lograron este punto crítico. Simulaciones recientes de migración planetaria sugieren que los dos gigantes helados se formaron más cerca del Sol que sus posiciones actuales, y se movieron hacia el exterior después de su formación. Esta hipótesis explica el modelo de Niza.

## Satélites de Urano
Urano tiene 28 satélites naturales conocidos. Los nombres de estos satélites se llaman en honor de los personajes de las obras de Shakespeare y Alexander Pope. Los cinco satélites principales son Miranda, Ariel, Umbriel, Titania y Oberón. El sistema de satélites de Urano es el menos masivo entre los gigantes gaseosos, la masa combinada de los cinco satélites mayores es menos de la mitad de Tritón. El satélite más grande, Titania, tiene un radio de solo 788.9 km, menos de la mitad que el de la Luna pero ligeramente más que Rea, el segundo satélite más grande de Saturno. Titania es el octavo satélite más grande del sistema solar. Los satélites tienen albedos relativamente bajos, desde el 0.20 de Umbriel hasta el 0.35 de Ariel (en luz verde). Los satélites son conglomerados de roca helada, compuestos en un cincuenta por ciento por hielo y en un cincuenta por ciento por roca (aproximadamente). El hielo podría tener dióxido de carbono y amoníaco.
Entre los satélites, Ariel parece que es el que tiene la superficie más joven, con menos cráteres de impacto, mientras que la de Umbriel parece la más antigua. Miranda tiene cañones de falla de 20 km de profundidad, niveles en terraza, y una variación caótica en las edades y características de la superficie. Se cree que la actividad geológica antigua de Miranda era provocada por calentamiento gravitatorio en un momento en que su órbita era más excéntrica que la actual, probablemente debido a una resonancia orbital de 3:1 con respecto a Umbriel que aún existe. El origen más probable de las coronas del satélite, que parecen circuitos de carreras, son procesos de extensión asociados con diapiros ascendientes. De manera similar, se cree que Ariel había estado en resonancia 4:1 con Titania.
| Nombre  | Diámetro (km) | Masa (kg)          | Radio orbital (km) | Periodo orbital (d) | Imagen |
| ------- | ------------- | ------------------ | ------------------ | ------------------- | ------ |
| Miranda | 470 (14 %)    | 7.0 × 1019 (0.1 %) | 129 000 (35 %)     | 1.4 (5 %)           |        |
| Ariel   | 1160 (33 %)   | 14 × 1020 (1.8 %)  | 191 000 (50 %)     | 2.5 (10 %)          |        |
| Umbriel | 1170 (34 %)   | 12 × 1020 (1.6 %)  | 266 000 (70 %)     | 4.1 (15 %)          |        |
| Titania | 1580 (45 %)   | 35 × 1020 (4.8 %)  | 436 000 (115 %)    | 8.7 (30 %)          |        |
| Oberón  | 1520 (44 %)   | 30 × 1020 (4.1 %)  | 584 000 (150 %)    | 13.5 (50 %)         |        |

## Exploración espacial de Urano

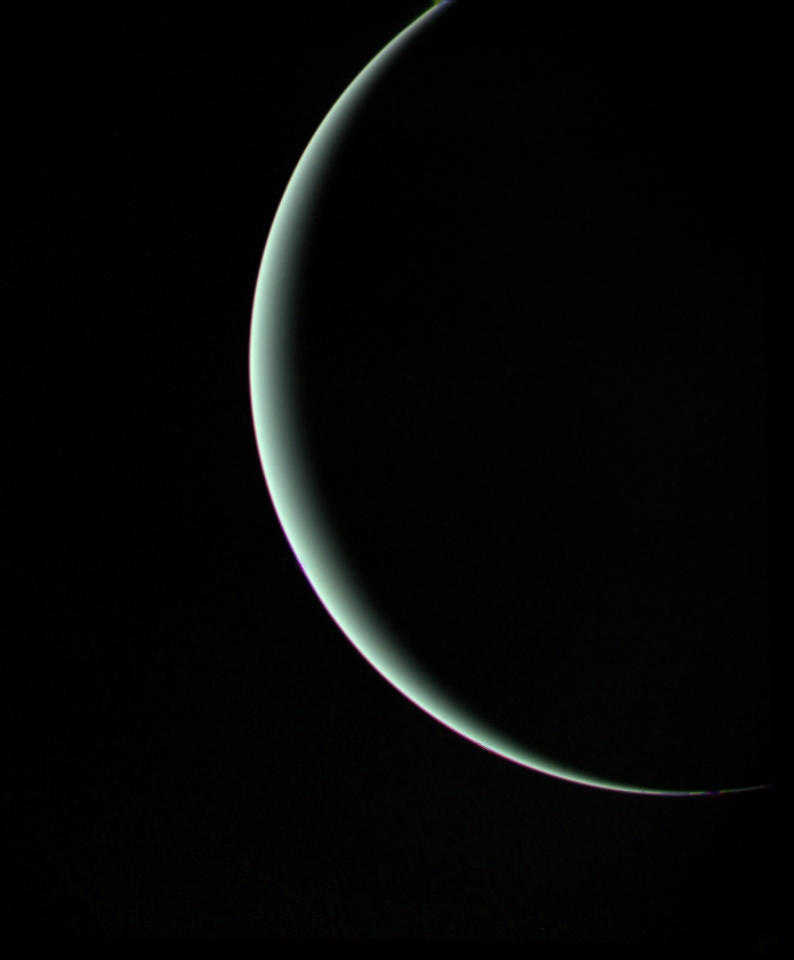
Urano fotografiado desde la sonda Voyager 2 en 1986

En 1986, la misión Voyager 2 de la NASA visitó Urano. Esta es la única misión para investigar el planeta desde una distancia corta, y no se prevé ninguna otra sonda. Lanzada en 1977, la Voyager 2 hizo su aproximación más cercana a Urano el 24 de enero de 1986, a 81 500 km de las nubes más exteriores, antes de continuar su trayecto hacia Neptuno. Estudió la estructura y la composición química de la atmósfera, descubrió otros diez satélites y también estudió el clima único del planeta, provocado por su inclinación del eje de 97.77°, e hizo la primera investigación detallada de sus cinco satélites más grandes, y estudió los nueve anillos conocidos del sistema, descubriendo dos nuevos. También estudió el campo magnético, su estructura irregular, su inclinación y su particular cola de la magnetosfera en forma de tirabuzón. El telescopio espacial Hubble (HST) ha observado en varias ocasiones el planeta y su sistema y ha mostrado la aparición ocasional de tormentas.
El 26 de julio de 2006 con la cámara avanzada ACS del Telescopio Espacial Hubble, se logró realizar una imagen compuesta en tres longitudes de onda del infrarrojo cercano, de un tránsito del satélite natural de Urano, Ariel, que pasa junto con su sombra por el disco de este planeta, por encima de sus nubes altas de color verde-azulado. Aunque estos «tránsitos» de satélites sobre el disco son frecuentes en Júpiter, los satélites de Urano rara vez muestran sombras en la superficie del mismo planeta; recordemos que en Urano, su eje gira casi exactamente sobre el plano orbital, por lo cual durante el curso de una órbita alrededor del Sol, primero un polo de Urano es iluminado y después de cuarenta y dos años el otro.
Durante una fase de planificación y extensión de la misión en el año 2009 se evaluó la posibilidad de enviar a la nave espacial Cassini de Saturno a Urano. Tomaría alrededor de veinte años llegar al sistema de Urano luego de despegar desde Saturno. El Informe Decenal de Ciencia Planetaria 2013‑2022 publicado en el año 2011 recomendó una sonda de órbita para Urano; la propuesta calcula un lanzamiento durante el período 2020‑2023 y un viaje de trece años a Urano. Una sonda de entrada a Urano podría utilizar conocimientos adquiridos de la Multisonda Pionera de Venus y descender entre 1 y 5 atmósferas. La ESA evaluó una misión de «clase media» llamada Uranus Pathfinder. Se ha evaluado y recomendado una nueva propuesta para una sonda orbital en el estudio: The Case for a Uranus Orbiter. Una misión como esta contaría con la facilidad con la cual una masa relativamente grande puede ser enviada al sistema; más de 1500 kilogramos con un Atlas 521 y un viaje de doce años.

## Urano en la cultura
En la pseudociencia astrológica, el planeta Urano () es el planeta regente de Acuario. Ya que Urano es de color cian y está asociado con la electricidad, el color azul eléctrico, que se parece al cian, se asocia al signo Acuario. (Ver Urano en la Astrología)
El Uranio, elemento químico descubierto en 1789 por el químico alemán Martin Heinrich Klaproth, fue nombrado tras el descubrimiento del planeta Urano.
Urano, el hechicero, es un movimiento de la obra de Gustav Holst, The Planets, escrita entre los años 1914 y 1916.
La Operación Urano, fue una exitosa operación militar de la Segunda Guerra Mundial liderada por el ejército soviético, para recuperar Stalingrado, que supuso un momento decisivo en la guerra contra las fuerzas armadas alemanas.